# David de Ménevie
Pour les articles homonymes, voir Saint David, David, Ivi et Ivy.
David de Ménevie  ou Dewi ou Divy, ou Evy, l'un des saint David, connu en gallois sous l'appellation Dewi Sant, est le saint patron du pays de Galles. Sous le nom de saint Ivy (ou Ivi, Yvi...), plusieurs saints semi-légendaires, non reconnus officiellement par l'Église catholique, des moines issus de l'émigration bretonne en Armorique, ont christianisé la Bretagne entre les Ve et VIIe siècles et ont parfois été confondus avec lui.
Sa fête, le 1er mars, est fête nationale galloise. Le poireau est le symbole du saint, ainsi que le narcisse : les deux ont le même nom (cenhinen) en gallois.

## Chronologie
Sa chronologie est impossible à fixer parce que sa plus ancienne Vie écrite par Ricemarhus (en gallois Rhygyfarch) à la fin du XIe siècle prétend que le saint a vécu 147 années. Toutes les chronologies proposées s'appuient sur la mention d'une apparition d'un ange à saint Patrick trente ans avant la naissance du saint pour lui indiquer de laisser l'évangélisation du Dyfed à saint David et de se rendre en Irlande. L'épisode qui figure dans la Vie latine rédigée par Ricemarhus est légendaire. Les sources les plus anciennes qui mentionnent David datent seulement du IXe siècle (Martyrologe de Tallaght et Martyrologe d'Oengus vers 830, Vie latine de saint Paul Aurélien rédigée en 884 par Uurmonoc à l'abbaye de Landévennec et un catalogue de saints irlandais).[réf. nécessaire]

## Premières années
L'année de sa naissance est très incertaine, les diverses hypothèses la situent entre 462 et 512.
Selon Rhygyfarch (en), auteur de la vie du saint au XIe siècle, David était le fils de sanctus rex ceredigionis, ce qui a mené à l'interprétation  qu'il s'agissait d'un nommé Sanctus, et ce qui explique que les Gallois aient honoré un Sandde, roi de Ceredigion.
L'expression latine peut également signifier qu'il s'agissait d'un "saint roi" de Ceredigion. Le roi à l'époque de la naissance de David est connu, et s'appelait "Usai". D'après la légende, "Sandde" serait son frère, et donc ne serait roi que d'une partie du Ceredigion. Tous deux étaient fils de Ceredig, le fondateur du Ceredigion. Le saint fut conçu dans la violence (viol), et sa malheureuse mère  "Non" ou "Nonne") (peut-être une nonne, tout simplement), fille de Cynyr de Caer Goch (dans l'actuel Pembrokeshire), accoucha au sommet d'une falaise au beau milieu d'une violente tempête. 
Cette histoire possède un doublet en Armorique, non loin de Landévennec, à Dirinon où l'on prétend que Nonne (de son vrai nom Mélarie, fille de Brécan, prince souverain du pays de Galles) aurait fui le Pays de Galles, sa terre natale, après avoir été violée par un prince (Xantus dénommé aussi Ceredig, prince de la Cérétique). Elle aurait trouvé refuge dans la forêt de Talarmon où elle fonde un ermitage sous des chênes. Le lieu prendra par la suite le nom de Diri Nonn, c'est-à-dire les chênes de Nonne, devenu Dirinon, paroisse de l'évêché de Cornouaille, désormais commune du Finistère. 

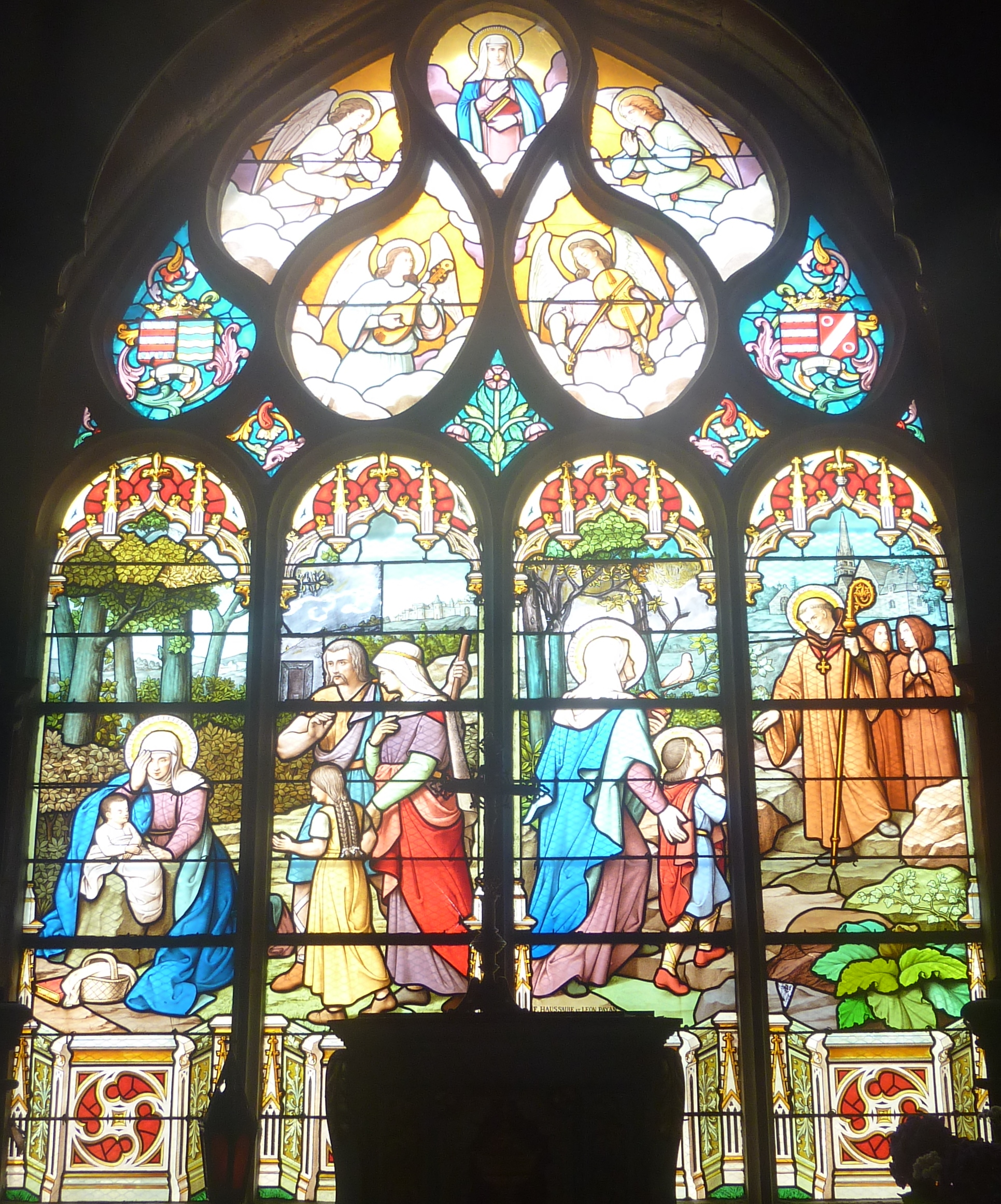
Dirinon, église Sainte-Nonne : vitrail datant de 1903 représentant deux épisodes de la vie de sainte Nonne (Sainte Nonne baptise son fils saint Divy et Sainte Nonne conduit au monastère son fils saint Divy).

Le petit Divy ou David, confié d'abord à saint Belve, alla ensuite à l'école de saint Hildut à Hendy-gwyn ar Daf (en) (nom anglicisé en Whitland, dans le Carmarthenshire, pense-t-on (d'aucuns[Qui ?] pensent qu'il s'agirait plutôt de l'Île de Wight) , où il eut pour condisciples Paul Aurélien, Magloire, Gildas et Samson, qui devaient plus tard évangéliser l'Armorique. 
Moine gallois donc (mais écossais, selon Dom Lobineau), il lui est substitué un saint breton qui serait arrivé près du Mont Saint-Michel, puis aurait longé la côte, établissant un ermitage à l'endroit qui deviendra Loguivy-de-la-Mer, puis un second plus à l'ouest (Loguivy-lès-Lannion), avant de s'enfoncer dans les terres : on retrouve sa trace à Pontivy ou encore à Saint-Divy, à Saint-Yvi et dans la forêt de Dunan dans l'actuelle commune de Bourg-Blanc dans le Finistère.

## Vie monacale
Selon des commentateurs peu critiques envers sa Vita, David s'illustra comme enseignant et prêcheur, et créa des monastères et des églises en Galles, Cornouailles britannique et Bretagne armoricaine, à une époque où ces régions étaient peu christianisées, bien que le christianisme soit la religion de l'empereur de Rome Constantin Ier le Grand depuis 313. 
Nommé évêque, David obtint de transférer le siège épiscopal de Caërleon, ville alors très peuplée à Ménevie, lieu retiré et solitaire; il présida deux synodes, et fit un pèlerinage à Jérusalem où sa nomination fut consacrée. La cathédrale de St David's (Ty-Ddewi, en gallois)  a été construite sur le site du monastère qu'il fonda dans la vallée inhospitalière de 'Glyn Rhosyn' dans le Pembrokeshire. 
Selon la règle monastique de David, les moines devaient cultiver et tirer eux-mêmes la charrue, sans l'aide d'animaux. Il était interdit de boire autre chose que de l'eau, de manger autre chose que du pain, des légumes et du sel. La soirée se passait à prier, à lire ou écrire. La propriété privée n'existait pas, les moines ne possédaient rien. L'ascétisme était le mode de vie, la viande était bannie. On peut imaginer sa surprise quand, alors qu'il était venu pour fonder une église, il fut selon Vendryes accueilli par les danses des servantes nues de la reine galloise païenne.

« Saint David imposa à ses disciples une règle très austère. Les travaux agricoles auxquels ils se livraient étaient des plus pénibles. En travaillant, ils devaient prier sans interruption, au moins mentalement. Pour nourriture, ils n'avaient que du pain et des racines assaisonnées d'un peu de sel pour boisson, du lait coupé d'eau. Ils passaient une grande partie de la nuit en oraison et n'étaient vêtus que de peaux de bêtes. »

## Miracles
Les miracles liés à David commencent à se produire avant même sa naissance. Ainsi, Caradoc de Llancarfan raconte dans la Vita Gildæ (Vie de saint Gildas) (XIIe siècle), qu'un jour où saint Gildas effectue son office, il se retrouve dans l'incapacité de prêcher. Un ange lui révèle alors que cette incapacité est due à la présence dans l'église de Nonne, enceinte du futur saint David, à qui l'on ne peut prêcher tant sa grâce divine est immense.
Le miracle le plus connu qui est associé au nom de David se serait produit alors qu'il prêchait au milieu de la foule au synode de Brefi (en). Quand ceux qui étaient au dernier rang se plaignirent de ce qu'ils ne pouvaient ni voir ni entendre, le sol se souleva, une colline se forma, pour leur permettre de profiter du spectacle et l'on vit une colombe blanche se poser sur l'épaule du saint, ce qui démontrait que Dieu était à ses côtés. Le village de ces miracles s'appelle aujourd'hui Llanddewi Brefi. Selon une autre version il recommanda simplement aux participants du synode de se déplacer vers une colline voisine. Toujours est-il que les artistes représentent souvent le saint avec une colombe sur l'épaule,. 
Le document qui contient la plupart des haut-faits de  David a pour nom  Buchedd Dewi (Vie de Dewi), et c'est une hagiographie écrite par Rhygyfarch vers la fin du XIe siècle. L'un des buts de Rhygyfarch était de rétablir l'indépendance de l'église galloise que l'invasion normande de 1066 menaçait. Il parait significatif que l'auteur prétende que David était en train de dénoncer le pélagianisme lors de l'incident de la colline soulevée.
Guillaume de Malmesbury rapporte que David visita Glastonbury dans le but de consacrer l'abbaye et de lui offrir un autel portatif contenant un gros saphir. Alors Jésus lui apparut dans une vision et lui dit que « l'église avait été depuis longtemps consacrée par Lui-Même en l'honneur de Sa Mère, et ne devait pas l'être à nouveau de mains humaines ». David demanda donc la construction de nouveaux bâtiments, du côté est de la vieille église. Les dimensions de cette extension données par Guillaume ont pu être vérifiées en 1921 par des experts archéologues. Selon un manuscrit un autel de saphir aurait été confisqué par le roi Henri VIII lors de la dissolution de l'abbaye mille ans plus tard. La pierre ferait aujourd'hui partie des joyaux de la Couronne britannique.

## Sa mort

La bannière de Saint David.

Dewi aurait vécu cent ans. Il mourut un mardi premier mars, jour de sa fête. On en a conclu que cela devait être vers 590, et plus précisément 589. Ce jour-là, paraît-il, le monastère était « rempli d'anges au moment où le Christ recueillait son âme ». 
Ses derniers mots à ses disciples il les avait prononcés le dimanche précédent. 
D'après Rhygyfarch, il leur avait dit : « Soyez joyeux, et gardez votre foi. Faites les petites choses que vous m'avez vu faire et dont vous avez entendu parler. Je marcherai sur le sentier que nos pères ont parcouru avant nous ».
La phrase galloise 'Gwnewch y pethau bychain' (faites les petites choses) est devenue proverbiale. 
David fut enterré dans la Cathédrale de St David's, qui fut un lieu de pèlerinage tout au long du Moyen Âge. Il a été l'un des rares saints gallois (ou bretons ou irlandais) à être reconnu par le pape Calixte II en 1123.
La vie de David a inspiré le compositeur gallois Karl Jenkins qui a enregistré un disque intitulé Dewi Sant.
Saint Divy est le patron du Pays de Galles.

## Son culte et ses traces dans la Bretagne actuelle

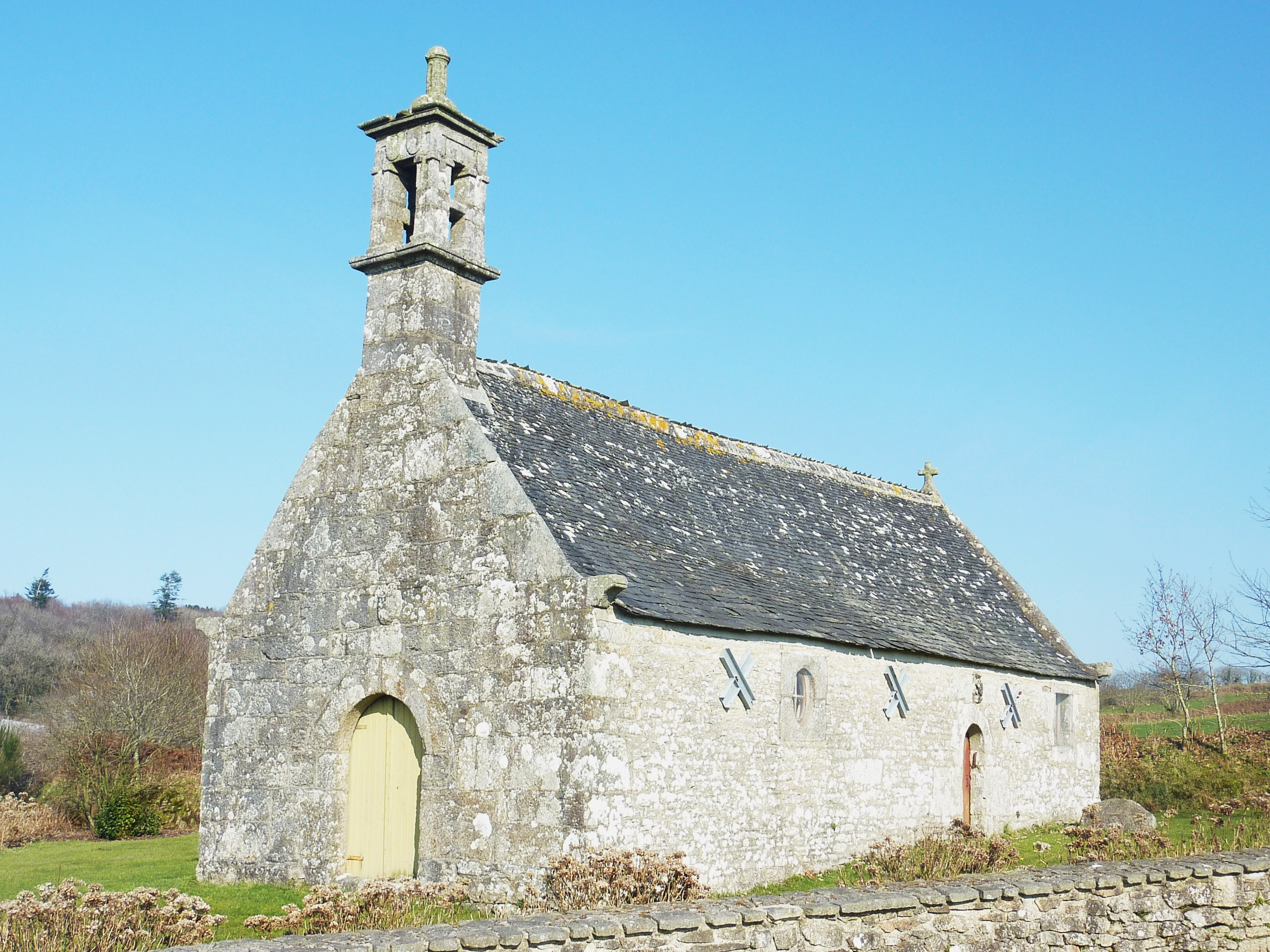
La chapelle Saint-Divy à Plounéour-Ménez

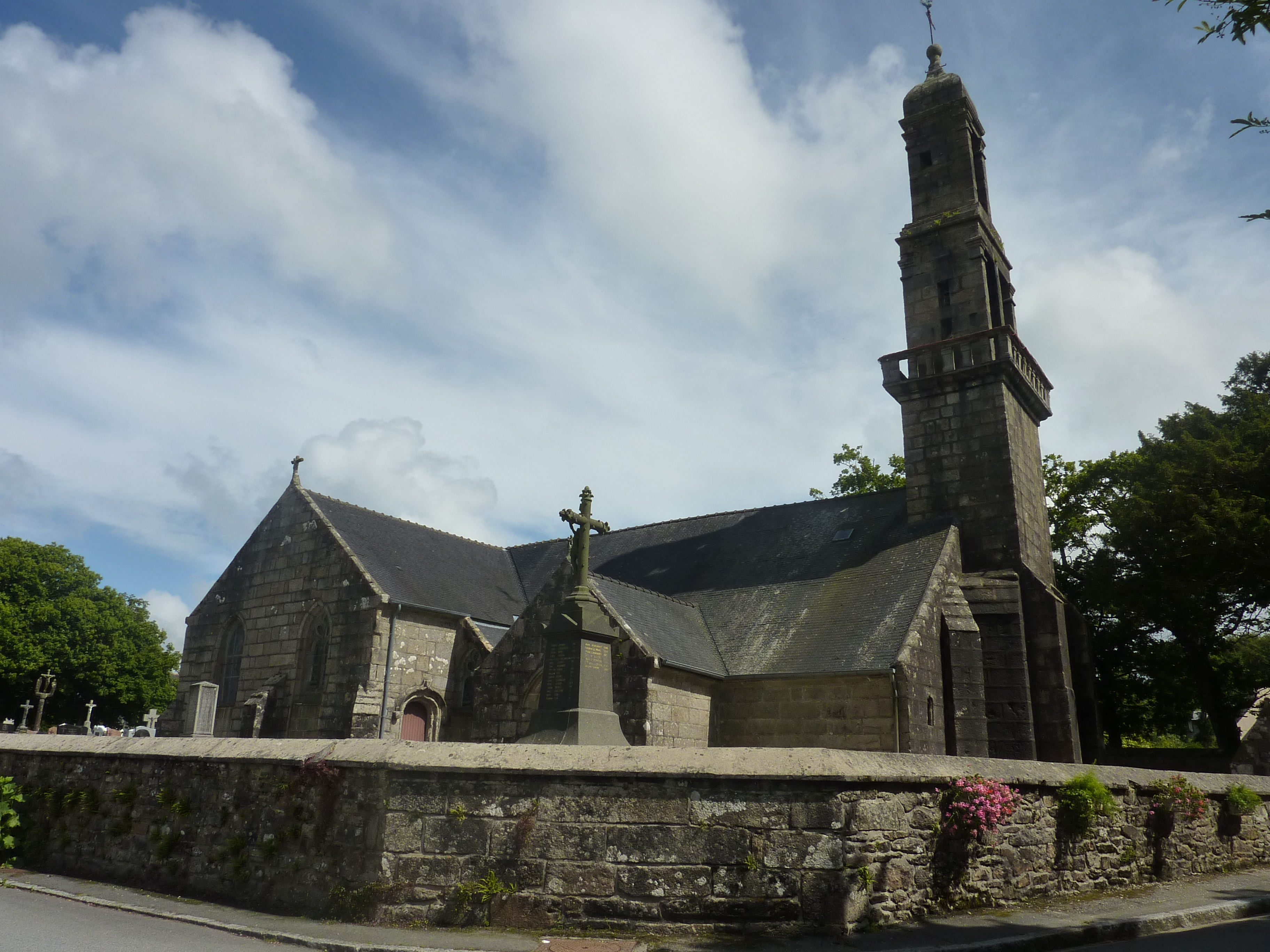
L'église paroissiale de Saint-Divy

Dans ses longues pérégrinations, David de Ménevie aurait parcouru en tous sens l'Armorique, ce qui expliquerait que plusieurs localités bretonnes portent son nom, notamment Saint-Divy dans le Finistère ou plus probablement celui de saint Ivy : Saint-Yvi, aussi dans le Finistère, Loguivy-Plougras, Loguivy-lès-Lannion et Loguivy-de-la-Mer, désormais simple hameau de l'actuelle commune de Ploubazlanec dans les Côtes-d'Armor, Pontivy dans le Morbihan, Landivy en Mayenne, ainsi que des hameaux comme "Portivy" en Saint-Pierre-Quiberon, ou encore l'ancienne paroisse de Bodivit (désormais en Plomelin), qui lui devrait également leur nom. La chapelle Saint-Evy, en Saint-Jean-Trolimon, lui est aussi peut-être dédiée. Des noms de famille comme "De Lantivy" ("le territoire d'Ivy" en breton) ou "Coëtivy" ("le bois d'Ivy en breton) en proviennent également.
Il était aussi le saint patron de l'ancienne paroisse de Bodivit située sur les bords de l'Odet et englobée dans Plomelin (Finistère) lors de la Révolution française (une fontaine et une statue portent son nom à Plomelin) et de celle de Pouldavid, désormais incluse dans la commune de Douarnenez.
Une statue de saint Divy se trouve dans l'église Saint-Laurent de Langrolay (Côtes-d'Armor).
Buhez santez Nonn ou Vie de sainte Nonne et de son fils saint Devy est un mystère en langue bretonne composé avant le XIIe siècle et publié en 1837 par l'abbé Simonnet.
Il est fêté le 6 octobre, jour de sa mort selon la tradition, et est notamment invoqué contre les coliques. Saint patron du pays de Galles, sa fête a lieu le 1er mars, selon une autre tradition qui fixe sa mort ce jour-là.
En 1948, des amis Gallois ont demandé à Xavier de Langlais de créer deux gravures de saints Gallois : Dewi et Petroc. Ceci a été réalisé dans l'esprit des Seiz Breur auxquels il a appartenu.

## Iconographie
En référence à ses miracles, saint David est souvent représenté avec une colombe blanche (à ne pas confondre avec saint Colomban voire saint Antoine) sur l'épaule et parfois sur une colline qui monte ou une vague de terre. 
Comme il est le saint patron du pays de Galles, il peut aussi être représenté avec un poireau d'été ou une plante d'ail, voire une jonquille à cause de son homophonie avec le mot gallois pour poireau.
Le lien entre poireau et pays de Galles serait essentiellement dû à une citation de Shakespeare (Henry V, Acte V scène 1). 
Fluellen : "Si votre majesté se souvient, les gallois vous ont bien servi dans un jardin où poussaient des poireaux, portant des poireaux dans leur capes (de Monmouth). Ce pourquoi, votre majesté le sait, il est devenu une signe honorifique pour eux. Et il me semble, votre majesté, que vous ne dédaignez pas de porter vous-même le poireau à la Saint David"